# Cinzio Passeri Aldobrandini
Cinzio Passeri Aldobrandini (ur. 1551 w Senigalii, zm. 1 stycznia 1610 w Rzymie) – włoski duchowny, kardynał.
Był synem Aurelia Passeriego i Giulii Aldobrandini oraz siostrzeńcem papieża Klemensa VIII, który na konsystorzu 17 września 1593 mianował go kardynałem diakonem z kościołem tytularnym San Giorgio in Velabro. Przyjął wówczas nazwisko rodowe swego wuja, Aldobrandini. Mimo oficjalnej godności papieskiego nepota pozostawał w cieniu swojego kuzyna Pietra Aldobrandiniego, który uzyskał nominację na tym samym konsystorzu. Był gubernatorem Capranicy (1594–1608) i Spoleto (1595–1607), legatem w Awinionie (1604–1607) oraz prefektem Trybunału Apostolskiej Sygnatury Sprawiedliwości (od 23 grudnia 1599). Uczestniczył w obu konklawe w 1605 roku. W kwietniu 1605 objął urząd penitencjariusza większego. Dopiero po tej nominacji przyjął święcenia kapłańskie i 1 czerwca 1605 przeszedł do rangi kardynała prezbitera San Pietro in Vincoli. Był mecenasem sztuki i protektorem artystów (m.in. poety Torquata Tassa), duże sumy przeznaczał na działalność charytatywną. Zmarł w Rzymie i został pochowany w swoim kościele tytularnym.